# Leonor Švédská
Princezna Leonor Švédská, vévodkyně z Gotlandu (Leonore Lilian Maria; 20. února 2014, New York) je prvním potomkem švédské princezny Madeleine a jejího manžela Chrise O'Neilla. V době svého narození byla pátá v pořadí následnictví na švédský trůn po své tetě (korunní princezně), sestřenici, strýci a matce.

## Tituly
- od 20. února 2014: Její královská Výsost princezna Leonor Švédská, vévodkyně z Gotlandu
- Král v roce 2019 vydal prohlášení, že titul JkV budou používat jen děti, které jsou nástupníci na trůn princezna Estelle a princ Oskar. Tudíž princezna Leonor nemá titul Její královská Výsost.